# Carolin Nytra
Carolin Nytra, född den 26 februari 1985, är en tysk friidrottare som tävlar i häcklöpning.
Nytra deltog vid Olympiska sommarspelen 2008 där hon blev utslagen i semifinalen på 100 meter häck. Hon var även i semifinal vid VM 2009 och inte heller denna gång tog hon sig vidare till finalen. Bättre gick det vid EM 2010 där hon blev bronsmedaljör efter att ha noterat 12,68.

## Personliga rekord
- 100 meter häck - 12,57 från 2010